# Dorcadion pilosipenne
Dorcadion pilosipenne là một loài bọ cánh cứng trong họ Cerambycidae.